# Colpa delle donne
Colpa delle donne è un album del rapper calabrese Turi, uscito nel 2007 per Universal Music.

## Descrizione
Colpa delle donne è un concept-album, che in quindici tracce racconta l'amore secondo diverse sfaccettature, aprendosi ad un argomento poco sfruttato nella musica hip hop. L'album rappresenta l'esordio del rapper calabrese per un'etichetta major, dopo aver già pubblicato due album ufficiali per etichette indipendenti italiane.

## Tracce
1. Le Mie Amiche (skit)
2. È Arrivata L'Ora
3. La Tua Donna
4. Uteri In Rivolta (skit)
5. Io Me Ne Fotto
6. Tutto Va Bene
7. I Miei Fans (skit)
8. L'Amico Delle Amiche
9. Il Boss
10. Lei Lo Sa
11. Non Serve
12. Tiratemi Fuori
13. Il Robot
14. Yes Nasty
15. Non Cambi Mai + Ghost Track